# 1902 en science
| Années de la science : 1899 - 1900 - 1901 - 1902 - 1903 - 1904 - 1905    |
| Décennies de la science : 1870 - 1880 - 1890 - 1900 - 1910 - 1920 - 1930 |

Cet article présente les faits marquants de l'année 1902 en science.

## Événements
- 7 janvier : l'industriel allemand Robert Bosch de Stuttgart obtient un brevet pour une magnéto haute tension[1]. Le 24 septembre, l'atelier Daimler reçoit la première magnéto haute tension combinée à une bougie d'allumage, système perfectionné par Robert Bosch  et l'ingénieur Gottlob Honold[2].
- 17 mai : l'archéologue grec Valérios Stáis découvre la machine d'Anticythère lors des fouilles d'une épave en Grèce, considérée comme le premier calculateur analogique antique permettant de calculer des positions astronomiques[3].

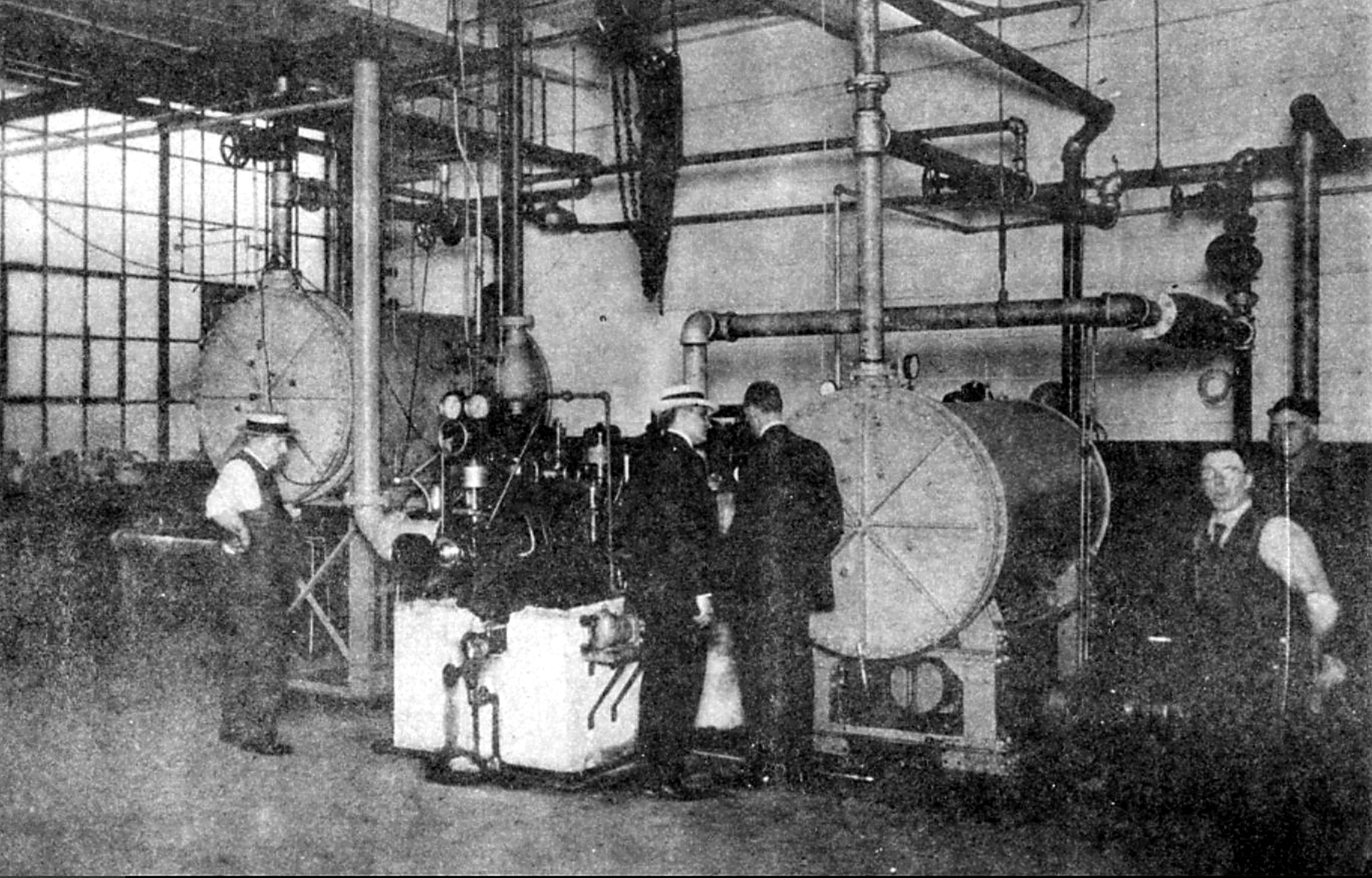
Photographie prise le 17 juillet 1902, montrant l'inventeur Willis Carrier devant son système de réfrigération centrifuge doté d’un compresseur central.

- 17 juillet : l'ingénieur américain Willis Haviland Carrier présente à Buffalo ce que l'on considère aujourd'hui comme le premier système moderne d'air conditionné[4].
- 19 septembre : retour en Norvège de l’expédition polaire arctique du capitaine Otto Sverdrup (1898-1902)[5].
- 17 octobre : première identification d'un criminel par ses empreintes digitales effectuée par Alphonse Bertillon dans l'affaire Reibel-Scheffer[6].
- 12 novembre : premier vol entre Mantes et Paris du Lebaudy 1, le premier dirigeable semi-rigide des frères Paul et Pierre Lebaudy, conçu par l'ingénieur Henri Julliot[7].
- 31 décembre : première tentative sérieuse pour rejoindre le pôle Sud dans l'Antarctique par Robert Scott, Edward Wilson et Ernest Shackleton ; l’expédition Discovery (1901-1903) atteint un nouveau record de latitude, à 857 km du pôle[8].

### Sciences de la vie
- 15 février : les professeurs Charles Richet et Paul Portier publient à la Société de biologie une note intitulée « De l’action anaphylactique de certains venins »[9].
- Octobre : premières réunions des soirées psychologiques du mercredi dans l’appartement de Sigmund Freud à Vienne, qui deviendront les séances de la Société viennoise de psychanalyse[10].
- 17 octobre : l'officier allemand Friedrich Robert von Beringe est le premier Occidental à observer des gorilles des montagnes sur les pentes du mont Sabyinyo (Afrique orientale allemande)[11].
- Walter Sutton et Theodor Boveri proposent indépendamment que les chromosomes sont le support de l'information héréditaire[12].
- Le sismologue italien Giuseppe Mercalli invente une échelle de mesure des tremblements de terre, fondée sur leurs effets visibles, l'échelle de Mercalli[13].

### Sciences physiques
- 15 mars et juin : les physiciens Arthur Edwin Kennelly puis Oliver Heaviside prédisent indépendamment l'existence de la couche de Kennelly–Heaviside dans la ionosphère[14].
- 17 mars : un article de Paul Langevin sur la mobilité des ions dans les gaz est publié dans les comptes rendus de l'Académie des sciences[15].
- 9 avril : le chimiste allemand Wilhelm Ostwald obtient une brevet pour un procédé de fabrication de l'acide nitrique[16].
- 9 juillet : la société pharmaceutique Merck à Darmstadt obtient le brevet allemand 146496 pour la production d'acides dialcoylbarbituriques[17]. Le barbital, premier barbiturique synthétisé par Emil Fischer et Alfred Dilthey, est commercialisé après les essais pharmacologiques réalisés par Joseph von Mering dès 1903 par les laboratoires Bayer sous le nom de Véronal®, premier anesthésique général utilisable aisément par voie intraveineuse[18].
- 21 juillet : note de Marie Curie « Sur le poids atomique du radium » publiée dans les Comptes rendus hebdomadaires des séances de l'Académie des sciences[19].
- 10 novembre : ouverture à l'Académie des sciences d'un pli cacheté concernant le procédé Verneuil de « Production artificielle du rubis par fusion » déposé par le chimiste français Auguste Verneuil en 1891[20],[21].
- Le physicien allemand Philipp von Lenard publie un article sur l’énergie de l’électron émise par effet photoélectrique. Ses travaux sont utilisés en 1905 par Einstein[22].

## Publications
- Henri-Léon Lebesgue : Intégrale, longueur, aire thèse de doctorat (intégrale de Lebesgue).
- Henri Poincaré : La Science et l'Hypothèse (Flammarion - 1902).

## Prix
- 10 décembre : Prix Nobel

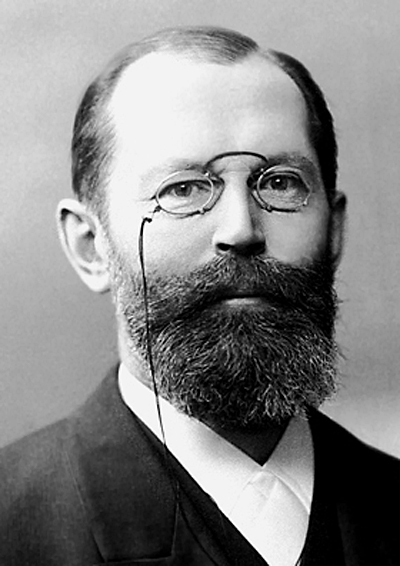
Hermann Emil Fischer

  - Physique :  Hendrik Lorentz, Pieter Zeeman
  - Chimie : Hermann Emil Fischer (allemand) pour ses travaux sur la structure des sucres.
  - Physiologie ou médecine : Sir Ronald Ross (Britannique) pour ses travaux sur la malaria.
- Médailles de la Royal Society
  - Médaille Buchanan : Sydney Copeman
  - Médaille Copley : Lord Lister
  - Médaille Darwin : Sir Francis Galton
  - Médaille Davy : Svante August Arrhenius
  - Médaille Hughes : Joseph John Thomson
  - Médaille royale : Edward Albert Sharpey-Schafer, Horace Lamb
  - Médaille Rumford : Charles Algernon Parsons
- Médailles de la Geological Society of London
  - Médaille Lyell : Anton Fritsch et Richard Lydekker
  - Médaille Murchison : Frederic William Harmer (en)
  - Médaille Wollaston : Friedrich Schmidt
- Prix Jules-Janssen (astronomie) : Sylvie Camille Flammarion
- Médaille Bruce (astronomie) : Giovanni Schiaparelli
- Médaille Linnéenne : Albert von Kolliker

## Naissances

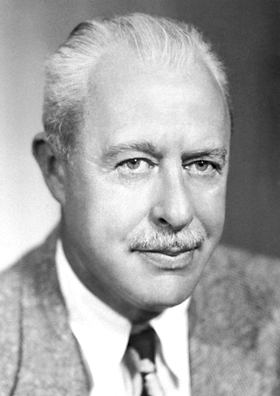
Walter Houser Brattain

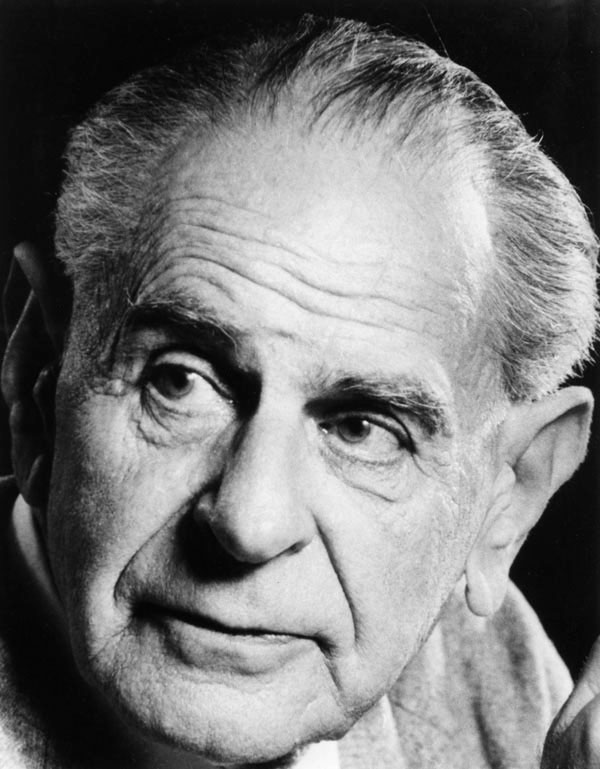
Karl Popper

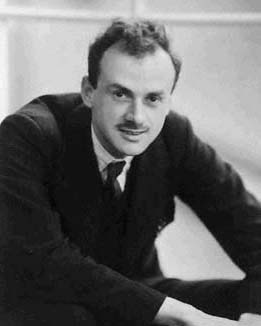
Paul Dirac

- 6 janvier : Kinji Imanishi (mort en 1992), écologue et anthropologue japonais.
- 7 janvier : George Kingsley Zipf (mort en 1950), linguiste et philologue américain.
- 24 janvier : Oskar Morgenstern (mort en 1977), mathématicien et économiste américain d'origine autrichienne.
- 31 janvier : Julian Steward (mort en 1972), anthropologue américain.
- 4 février : Charles Lindbergh (mort en 1974), pionnier de l'aviation américain.
- 10 février : Walter Houser Brattain (mort en 1987), physicien américain, prix Nobel de physique en 1956, inventeur du transistor.
- 22 février : Fritz Strassmann (mort en 1980), chimiste allemand.
- 8 mars : Arno Arthur Wachmann (mort en 1990), astronome allemand.
- 16 mars : Louis Couffignal (mort en 1966), mathématicien et cybernéticien français.
- 5 avril : Maurice Ponte (mort en 1983), ingénieur français.
- 3 mai : Alfred Kastler (mort en 1984), physicien français, prix Nobel de physique en 1966.
- 7 mai : Jean-Philippe Lauer (mort en 2001), égyptologue français.
- 8 mai :
  - André Lwoff (mort en 1994), biologiste français, prix Nobel de physiologie ou médecine en 1965.
  - L. H. C. Tippett (mort en 1985), statisticien britannique.
- 12 mai :
  - Frank Yates (mort en 1994), statisticien britannique.
  - Charles Sadron (mort en 1993), physicien français.
- 27 mai : Émile Benveniste (mort en 1976), linguiste français.
- 13 juin : Carolyn Eisele (morte en 2000), mathématicienne et historienne des mathématiques américaine.
- 16 juin : George Gaylord Simpson (mort en 1984), paléontologue américain.
- 10 juillet : Kurt Alder (mort en 1958), chimiste organicien allemand.
- 11 juillet : Samuel Goudsmit (mort en 1978), physicien américain d'origine néerlandaise.
- 26 juillet : Marie Bloch (morte en 1979), astronome française.
- 28 juillet : Karl Popper (mort en 1994), philosophe des sciences autrichien.
- 6 août : Sylvain Arend (mort en 1992), astronome belge
- 8 août : Paul Dirac (mort en 1984), physicien et mathématicien britannique.
- 10 août : Arne Tiselius (mort en 1971), biochimiste suédois.
- 29 août : Verrier Elwin (mort en 1964), anthropologue autodidacte.
- 31 août : Léon Lortie (mort en 1985), historien et chimiste québécois.
- 11 septembre : Dirk Brouwer (mort en 1966), astronome américain d'origine néerlandaise.
- 21 septembre : Edward Evan Evans-Pritchard (mort en 1973), anthropologue britannique.
- 4 novembre : Pierre Verger (mort en 1996), photographe et ethnologue français.
- 5 novembre : Alfred Métraux (mort en 1963), anthropologue d'origine suisse.
- 13 novembre : Gustav Heinrich Ralph von Koenigswald (mort en 1982), paléontologue et géologue néerlandais.
- 17 novembre : Eugene Wigner (mort en 1995), physicien théoricien hongro-américain, prix Nobel de physique en 1963.
- 21 novembre : Elene Ivanovna Kazimirchak-Polonskaya, astronome ukrainienne.
- 22 novembre : André Patry (mort en 1960), astronome français.
- 17 décembre : Solange de Ganay (morte en 2003), ethnologue française.
- Walter-Ulrich Behrens (mort en 1962), chimiste et statisticien allemand.

## Décès

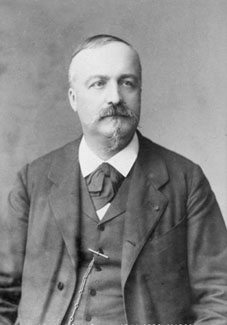
Alfred Cornu

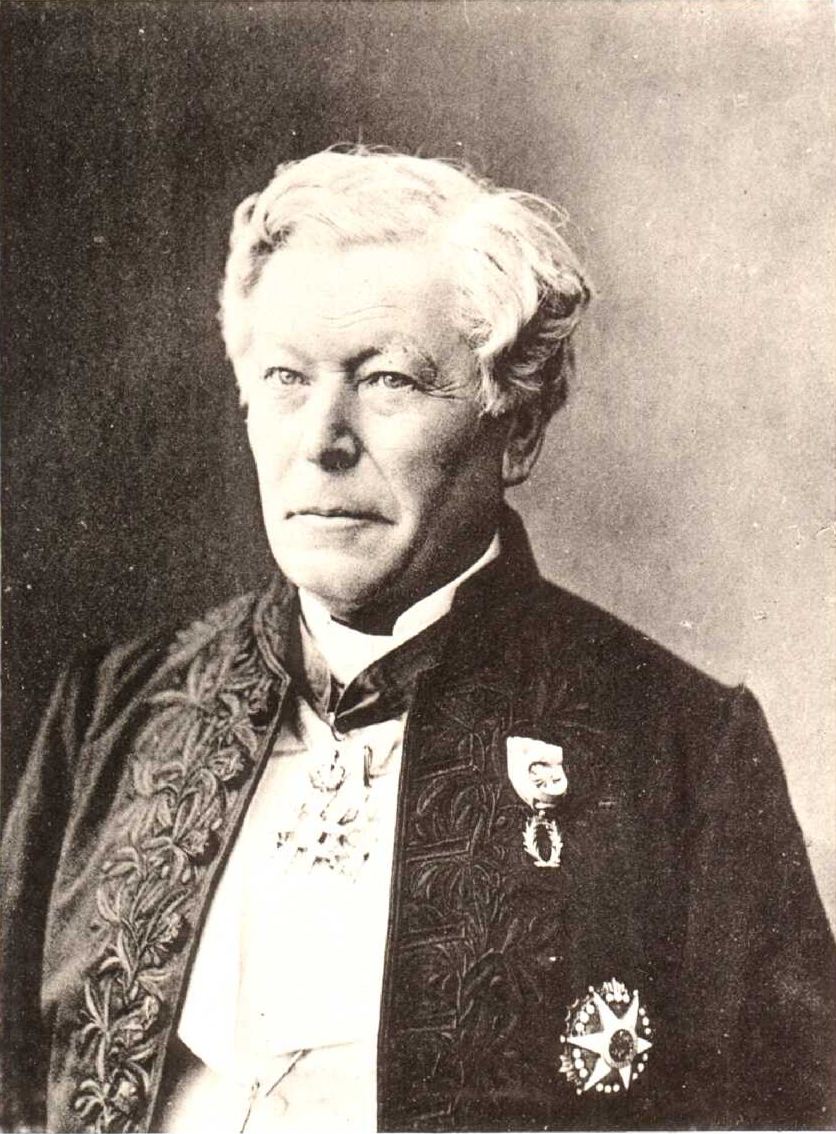
Hervé Faye

- 13 janvier : Jacques Gabriel Bulliot (né en 1817), archéologue français.
- 15 janvier : Alpheus Hyatt (né en 1838), naturaliste américain.
- 6 février : Clémence Royer (née en 1830), philosophe et scientifique française.
- 10 février :  Johann Nepomuk Krieger (né en 1865), astronome allemand.
- 11 février : Albert Falsan (né en 1833), géologue français.
- 14 février : Cato Guldberg (né en 1836), chimiste et mathématicien norvégien.
- 21 février : Emil Holub (né en 1847), médecin, cartographe, ethnologue et explorateur tchèque.
- 28 mars : Friedrich von Rosen (né en 1834), paléontologue et minéralogiste russe.
- 12 avril : Alfred Cornu (né en 1841), physicien français.
- 28 avril : Henri Filhol (né en 1843), paléontologue, spéléologue et zoologiste français.
- 10 mai : Edmund von Fellenberg (né en 1838), géologue et alpiniste suisse.
- 4 juillet : Hervé Faye (né en 1814), astronome français.
- 20 juillet : Édouard Cumenge (né en 1828), ingénieur et minéralogiste français.
- 5 septembre : Rudolf Virchow (né en 1821), médecin allemand.
- 6 septembre : Frederick Augustus Abel (né en 1827), chimiste britannique.
- 22 septembre : Alexis Damour (né en 1808), minéralogiste français.
- 6 octobre : John Hall Gladstone (né en 1827), chimiste britannique.
- 19 octobre : Alfred Richard Cecil Selwyn (né en 1824), géologue britannique.
- 26 octobre : Edouard von Toll (né en 1858), géologue et explorateur germano-balte.
- 28 novembre : Louis Jules Gruey (né en 1837), astronome et mathématicien français.
- 5 décembre : Johannes Wislicenus (né en 1835), chimiste allemand.
- 7 décembre : Pierre-Paul Dehérain (né en 1830), agronome français.
- 8 décembre :
  - Alexandre Bertrand (né en 1820), archéologue français.
  - Paul Hautefeuille (né en 1836), minéralogiste, chimiste et médecin français.
- 22 décembre : Richard von Krafft-Ebing (né en 1840), psychiatre austro-hongrois.
- William Neale Lockington (né en 1840), zoologiste britannique.